# Flèche wallonne féminine 2003
Cet article concerne l'édition féminine de la Flèche wallonne. Pour la course masculine, voir Flèche wallonne 2003.
La 6e édition de la Flèche wallonne féminine a eu lieu le 23 avril 2003. Elle fait partie du calendrier de la Coupe du monde de cyclisme sur route féminine 2003. La course est remportée par la Britannique Nicole Cooke.

## Parcours
Le parcours, long de 97,5 km, comporte les sept côtes suivantes :
| Num | Nom              | km   | Longueur (m) | Pente moyenne | km de l'arrivée |
| --- | ---------------- | ---- | ------------ | ------------- | --------------- |
| 1   | Côte de France   | 13,5 |              |               | 86              |
| 2   | Côte de Pailhe   | 32   | 1 000        | 5,3 %         | 65,5            |
| 3   | Côte de Coutisse | 54,5 | 1 400        | 6,4 %         | 43              |
| 4   | Côte de Bellaire | 59   | 900          | 7,4 %         | 38,5            |
| 5   | Côte de Bohissau | 67,5 | 3 400        | 7,6 %         | 30              |
| 6   | Côte de Ahin     | 86   | 2 400        | 6,4 %         | 11,5            |
| 7   | Mur de Huy       | 97,5 | 1 100        | 11,8 %        | 0               |

## Équipes

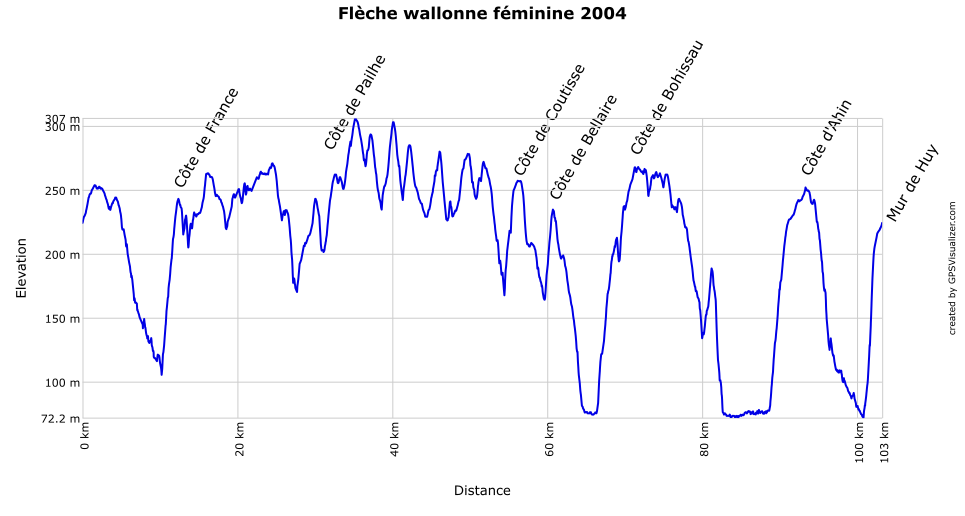
Profil de la course

| Équipes féminines professionnelles (15)- Acca Due O-Pasta Zara-Lorena Camicie - Aušra Gruodis-Safi - Bik-Powerplate - Catalunya-Aliverti-Kookai - USC Chirio Forno d'Asolo - Farm Frites-Hartol - GS Mazza - SC Michela Fanini Record Rox - Next 125 - Ondernemers van Nature - Prato Marathon Bike - S.A.T.S. - T-Mobile - Team 2002 Aurora RSM - Vlaanderen-T Interim Ladies Équipes nationales (9)- Allemagne - Australie - Autriche - Belgique - Canada - France - Grande-Bretagne - Pays-Bas - Suisse |
| |

## Favorites
La principale favorite est l'Italienne Fabiana Luperini, triple vainqueur de l'épreuve. Nicole Cooke vient de remporter l'Amstel Gold Race et est donc en forme. La leader du classement de la Coupe du monde Sara Carrigan peut également réaliser une performance. La Suédoise Susanne Ljungskog est souvent classée dans les classiques et peut donc remporter sa première manche de Coupe du monde. L'équipe Nürnberger Versicherung vient avec un collectif important dont la vainqueur 1999 : Hanka Kupfernagel ainsi que les grimpeuses Judith Arndt et Margaret Hemsley. La Néerlandaise Mirjam Melchers est également à surveiller. L'équipe Prato Marathon Bike se présente au départ avec Zoulfia Zabirova et Nicole Brändli. L'équipe nationale d'Australie a dans ses rangs Oenone Wood et Olivia Gollan. L'équipe des États-Unis Kimberly Bruckner et Deirdre Demet-Barry. Parmi les outsiders on compte la sprinteuse Rochelle Gilmore.

## Récit de la course
La météo est ensoleillée. La première attaque a lieu au bout de trente-cinq kilomètres et est l'œuvre de Virginie Moinard. Sa tentative est cependant de courte durée. Sandra Missbach attaque ensuite dans la côte de Bellaire sans plus de succès. La côte de Bohissau provoque une sélection, mais le peloton se reforme dans la descente et ce malgré les nombreuses attaques dont celle de Zoulfia Zabirova. L'équipe nationale du Canada mène le peloton. À vingt-cinq kilomètres de l'arrivée, Luisa Tamanini accélère. Une fois reprise, le peloton compte près de soixante coureuses. Dans la côte de Ahin, Nicole Cooke place une attaque afin de provoquer une sélection. Elle est prise en chasse par Fabiana Luperini. Le groupe de tête n'est alors plus que de vingt coureuses. Luisa Tamanini remet le couvert dans la descente de la côte. Elle se présente seule au pied du mur de Huy, mais Svetlana Boubnenkova la rejoint immédiatement. Le peloton est toutefois sur leurs talons. Nicole Cooke attaque tôt et revient sur la tête. Elle est suivie, mais sa seconde attaque à quatre cents mètres de l'arrivée lui donne définitivement l'avantage. Susan Palmer-Komar est deuxième et Oenone Wood troisième. Nicole Cooke, qui a besoin de plusieurs minutes après son passage sur la ligne pour se remettre debout, devient la nouvelle leader de la Coupe du monde.

## Classement final
| \| Classement général \| Classement général \| Classement général \| Classement général \| Classement général \| \| Coureuse \| Coureuse \| Pays \| Équipe \| Temps \| \| ------------------ \| ------------------ \| ------------------ \| ------------------------------ \| ------------------ \| \| 1re \| Nicole Cooke \| Royaume-Uni \| Aušra Gruodis-Safi \| 2 h 40 min 52 s \| \| 2e \| Susan Palmer-Komar \| Canada \| Canada \| + 4 s \| \| 3e \| Oenone Wood \| Australie \| Australie \| + 9 s \| \| 4e \| Edita Pučinskaitė \| Lituanie \| SC Michela Fanini Record Rox \| + 11 s \| \| 5e \| Olivia Gollan \| Australie \| Australie \| + 11 s \| \| 6e \| Nicole Brändli \| Suisse \| Prato Marathon Bike \| + 21 s \| \| 7e \| Amber Neben \| États-Unis \| T-Mobile \| + 21 s \| \| 8e \| Fabiana Luperini \| Italie \| Team 2002 Aurora RSM \| + 23 s \| \| 9e \| Mirjam Melchers \| Pays-Bas \| Farm Frites-Hartol \| + 24 s \| \| 10e \| Trixi Worrack \| Allemagne \| Equipe Nürnberger Versicherung \| + 24 s \| |                    |             |                                |                 |
| |                    |             |                                |                 |
| |                    |             |                                |                 |
| Classement général |                    |             |                                |                 |
| Coureuse | Coureuse           | Pays        | Équipe                         | Temps           |
| 1re | Nicole Cooke       | Royaume-Uni | Aušra Gruodis-Safi             | 2 h 40 min 52 s |
| 2e | Susan Palmer-Komar | Canada      | Canada                         | + 4 s           |
| 3e | Oenone Wood        | Australie   | Australie                      | + 9 s           |
| 4e | Edita Pučinskaitė  | Lituanie    | SC Michela Fanini Record Rox   | + 11 s          |
| 5e | Olivia Gollan      | Australie   | Australie                      | + 11 s          |
| 6e | Nicole Brändli     | Suisse      | Prato Marathon Bike            | + 21 s          |
| 7e | Amber Neben        | États-Unis  | T-Mobile                       | + 21 s          |
| 8e | Fabiana Luperini   | Italie      | Team 2002 Aurora RSM           | + 23 s          |
| 9e | Mirjam Melchers    | Pays-Bas    | Farm Frites-Hartol             | + 24 s          |
| 10e | Trixi Worrack      | Allemagne   | Equipe Nürnberger Versicherung | + 24 s          |

## Primes
La course attribue les prix suivants :
| Position | 1er   | 2e    | 3e    | 4e    | 5e    | 6e    | 7e    | 8e    | 9e    | 10e   |
| Prix     | 627 € | 400 € | 320 € | 267 € | 213 € | 173 € | 160 € | 147 € | 133 € | 120 € |

Les places suivantes rapportent 107 €, 93 €, 80 €, 67 €, 53 € puis 40 € de la seizième à la vingtième place et enfin 27 € de la vingt-et-unième à la vingt-cinquième place.

## Liste des participantes
| Team 2002 Aurora RSM AUR | Team 2002 Aurora RSM AUR    | Team 2002 Aurora RSM AUR |
| ------------------------ | --------------------------- | ------------------------ |
| Num                      | Coureuse                    | Pos                      |
| 1                        | Fabiana Luperini (ITA)      | 8e                       |
| 2                        | Natalia Katchalka (UKR)     | 27e                      |
| 3                        | Jolanta Polikevičiūtė (LTU) | 28e                      |
| 4                        | Luisa Tamanini (ITA)        | 31e                      |
| 5                        | Rasa Polikevičiūtė (LTU)    | 36e                      |

| Aušra Gruodis-Safi AGS | Aušra Gruodis-Safi AGS       | Aušra Gruodis-Safi AGS |
| ---------------------- | ---------------------------- | ---------------------- |
| Num                    | Coureuse                     | Pos                    |
| 11                     | Nicole Cooke (GBR)           | 1re                    |
| 12                     | Eneritz Iturriaga (ESP)      | 58e                    |
| 13                     | Gunn-Rita Dahle Flesjå (NOR) | 72e                    |
| 14                     | Giorgia Bronzini (ITA)       | 79e                    |
| 15                     | Rochelle Gilmore (AUS)       | 100e                   |

| SC Michela Fanini Record Rox MIC | SC Michela Fanini Record Rox MIC | SC Michela Fanini Record Rox MIC |
| -------------------------------- | -------------------------------- | -------------------------------- |
| Num                              | Coureuse                         | Pos                              |
| 21                               | Edita Pučinskaitė (LTU)          | 4e                               |
| 22                               | Lisbeth Simper (DEN)             | 42e                              |
| 23                               | Sandrine Marcuz-Moreau (FRA)     | 56e                              |
| 24                               | Marta Evangelisti (ITA)          | 57e                              |
| 25                               | Giovanna Troldi (ITA)            | 81e                              |

| Prato Marathon Bike ___ | Prato Marathon Bike ___   | Prato Marathon Bike ___ |
| ----------------------- | ------------------------- | ----------------------- |
| Num                     | Coureuse                  | Pos                     |
| 31                      | Nicole Brändli (SUI)      | 6e                      |
| 32                      | Teodora Ruano (ESP)       | 11e                     |
| 33                      | Zulfiya Zabirova (RUS)    | 17e                     |
| 34                      | Swetlana Bubnenkowa (RUS) | 26e                     |
| 35                      | Julia Martisova (RUS)     | 53e                     |
| 36                      | Janildes Fernandes (BRA)  | 105e                    |

| T-Mobile ___ | T-Mobile ___            | T-Mobile ___ |
| ------------ | ----------------------- | ------------ |
| Num          | Coureuse                | Pos          |
| 41           | Amber Neben (USA)       | 7e           |
| 42           | Kimberly Bruckner (USA) | 15e          |
| 43           | Kimberly Anderson (USA) | 29e          |
| 44           | Kristin Armstrong (USA) | 30e          |
| 45           | Mari Holden (USA)       | 86e          |

| Farm Frites-Hartol FAR | Farm Frites-Hartol FAR    | Farm Frites-Hartol FAR |
| ---------------------- | ------------------------- | ---------------------- |
| Num                    | Coureuse                  | Pos                    |
| 51                     | Mirjam Melchers (NED)     | 9e                     |
| 52                     | Miho Oki (JPN)            | 34e                    |
| 53                     | Elsbeth Vink (NED)        | 64e                    |
| 54                     | Anouska van der Zee (NED) | 84e                    |
| 55                     | Esther Van Der Helm (NED) | 92e                    |
| 56                     | Sandra Missbach (GER)     | 104e                   |

| Equipe Nürnberger Versicherung NUR | Equipe Nürnberger Versicherung NUR | Equipe Nürnberger Versicherung NUR |
| ---------------------------------- | ---------------------------------- | ---------------------------------- |
| Num                                | Coureuse                           | Pos                                |
| 61                                 | Trixi Worrack (GER)                | 10e                                |
| 62                                 | Judith Arndt (GER)                 | 19e                                |
| 63                                 | Petra Rossner (GER)                | 80e                                |
| 64                                 | Cornelia Cyrus (GER)               | 93e                                |
| 65                                 | Margaret Hemsley (AUS)             | 96e                                |

| USC Chirio Forno d'Asolo USC | USC Chirio Forno d'Asolo USC | USC Chirio Forno d'Asolo USC |
| ---------------------------- | ---------------------------- | ---------------------------- |
| Num                          | Coureuse                     | Pos                          |
| 71                           | Zinaida Stahurskaia (BLR)    | 12e                          |
| 72                           | Regina Schleicher (GER)      | 13e                          |
| 73                           | Daniela Porta (ITA)          | 48e                          |

| GS Mazza MAZ | GS Mazza MAZ                 | GS Mazza MAZ |
| ------------ | ---------------------------- | ------------ |
| Num          | Coureuse                     | Pos          |
| 81           | Aline Camboulives (FRA)      | 16e          |
| 82           | Caroline Payot-Podevin (FRA) | 91e          |

| Bik-Powerplate BIP | Bik-Powerplate BIP         | Bik-Powerplate BIP |
| ------------------ | -------------------------- | ------------------ |
| Num                | Coureuse                   | Pos                |
| 91                 | Sara Carrigan (AUS)        | 20e                |
| 92                 | Anita Valen de Vries (NOR) | 21e                |
| 93                 | Corine Hierckens (BEL)     | 25e                |
| 94                 | Andrea Bosman (NED)        | 46e                |
| 95                 | Vera Koedooder (NED)       | 51e                |
| 96                 | Katherine Bates (AUS)      | 94e                |

| Catalunya-Aliverti-Kookai CAT | Catalunya-Aliverti-Kookai CAT   | Catalunya-Aliverti-Kookai CAT |
| ----------------------------- | ------------------------------- | ----------------------------- |
| Num                           | Coureuse                        | Pos                           |
| 101                           | Susanne Ljungskog (SWE) (route) | 24e                           |
| 102                           | Marianna Lorenzoni (ITA)        | 37e                           |
| 103                           | Baukje Doedee (NED)             | 45e                           |
| 104                           | Marta Vilajosana (ESP)          | 88e                           |
| 105                           | Anna Ramírez Bauxell (ESP)      | 101e                          |

| Vlaanderen-T Interim VLL | Vlaanderen-T Interim VLL  | Vlaanderen-T Interim VLL |
| ------------------------ | ------------------------- | ------------------------ |
| Num                      | Coureuse                  | Pos                      |
| 111                      | Heidi Van de Vijver (BEL) | 41e                      |
| 112                      | Cindy Pieters (BEL)       | 52e                      |
| 113                      | Sharon Vandromme (BEL)    | 65e                      |
| 114                      | Laure Werner (BEL)        | 90e                      |

| Acca Due O-Pasta Zara-Lorena Camicie ADO | Acca Due O-Pasta Zara-Lorena Camicie ADO | Acca Due O-Pasta Zara-Lorena Camicie ADO |
| ---------------------------------------- | ---------------------------------------- | ---------------------------------------- |
| Num                                      | Coureuse                                 | Pos                                      |
| 121                                      | Ghita Beltman (NED)                      | 39e                                      |
| 122                                      | Katia Longhin (ITA)                      | 54e                                      |
| 123                                      | Chantal Beltman (NED)                    | 55e                                      |
| 124                                      | Zita Urbonaitė (LTU)                     | 63e                                      |

| Next 125 NEX | Next 125 NEX               | Next 125 NEX |
| ------------ | -------------------------- | ------------ |
| Num          | Coureuse                   | Pos          |
| 131          | Tanja Schmidt-Hennes (GER) | 62e          |
| 132          | Irene Hostettler (SUI)     | 74e          |
| 133          | Mirjam Hauser-Senn (SUI)   | 106e         |

| Ondernemers van Nature OND | Ondernemers van Nature OND | Ondernemers van Nature OND |
| -------------------------- | -------------------------- | -------------------------- |
| Num                        | Coureuse                   | Pos                        |
| 141                        | Loes Gunnewijk (NED)       | 66e                        |

| S.A.T.S TSA | S.A.T.S TSA                 | S.A.T.S TSA |
| ----------- | --------------------------- | ----------- |
| Num         | Coureuse                    | Pos         |
| 151         | Meredith Miller (USA)       | 67e         |
| 152         | Trine Hansen                | 78e         |
| 153         | Pernille Langelund Jakobsen | 83e         |
| 154         | Karina Louise Sørensen      | 99e         |
| 155         | Mette Fischer Andreasen     | 102e        |

| Autriche AUT | Autriche AUT    | Autriche AUT |
| ------------ | --------------- | ------------ |
| Num          | Coureuse        | Pos          |
| 181          | Isabella Wieser | 47e          |
| 182          | Andrea Graus    | 68e          |

| Pays-Bas NED | Pays-Bas NED        | Pays-Bas NED |
| ------------ | ------------------- | ------------ |
| Num          | Coureuse            | Pos          |
| 191          | Adrie Visser        | 43e          |
| 192          | Areke Hassink       | 76e          |
| 193          | Josephine Groenveld | 89e          |
| 194          | Bertine Spijkerman  | 108e         |

| Allemagne GER | Allemagne GER  | Allemagne GER |
| ------------- | -------------- | ------------- |
| Num           | Coureuse       | Pos           |
| 201           | Sarah Düster   | 32e           |
| 202           | Tina Liebig    | 38e           |
| 203           | Liane Bahler   | 59e           |
| 204           | Angela Hennig  | 61e           |
| 205           | Theresa Senff  | 73e           |
| 206           | Claudia Stumpf | 107e          |

| France FRA | France FRA              | France FRA |
| ---------- | ----------------------- | ---------- |
| Num        | Coureuse                | Pos        |
| 211        | Sonia Huguet            | 18e        |
| 212        | Magali Le Floc'h        | 22e        |
| 213        | Delphine Guille         | 50e        |
| 214        | Juliette Vandekerckhove | 60e        |

| Canada CAN | Canada CAN         | Canada CAN |
| ---------- | ------------------ | ---------- |
| Num        | Coureuse           | Pos        |
| 221        | Susan Palmer-Komar | 2e         |
| 222        | Lyne Bessette      | 14e        |
| 223        | Sandy Espeseth     | 23e        |
| 224        | Katy Saint-Laurent | 71e        |
| 225        | Erin Carter        | 77e        |
| 226        | Julie Hutsebaut    | 103e       |

| Australie AUS | Australie AUS           | Australie AUS |
| ------------- | ----------------------- | ------------- |
| Num           | Coureuse                | Pos           |
| 231           | Oenone Wood             | 3e            |
| 232           | Olivia Gollan           | 5e            |
| 233           | Hayley Brown-Rutherford | 44e           |
| 234           | Natalie Bates           | 75e           |
| 235           | Jennifer Manefield      | 87e           |

| Suisse SUI | Suisse SUI      | Suisse SUI |
| ---------- | --------------- | ---------- |
| Num        | Coureuse        | Pos        |
| 241        | Barbara Heeb    | 33e        |
| 242        | Sarah Grab      | 40e        |
| 243        | Annette Beutler | 49e        |
| 244        | Priska Doppmann | 85e        |
| 245        | Bettina Kühn    | 95e        |

| Belgique BEL | Belgique BEL     | Belgique BEL |
| ------------ | ---------------- | ------------ |
| Num          | Coureuse         | Pos          |
| 251          | Evy Van Damme    | 35e          |
| 252          | Anja Nobus       | 69e          |
| 253          | Ilse Geldhof     | 82e          |
| 254          | Ludivine Henrion | 97e          |

| Grande-Bretagne GBR | Grande-Bretagne GBR | Grande-Bretagne GBR |
| ------------------- | ------------------- | ------------------- |
| Num                 | Coureuse            | Pos                 |
| 261                 | Emma Davies         | 70e                 |
| 262                 | Charlotte Goldsmith | 98e                 |

| Team 2002 Aurora RSM AUR | Team 2002 Aurora RSM AUR    | Team 2002 Aurora RSM AUR |
| ------------------------ | --------------------------- | ------------------------ |
| Num                      | Coureuse                    | Pos                      |
| 1                        | Fabiana Luperini (ITA)      | 8e                       |
| 2                        | Natalia Katchalka (UKR)     | 27e                      |
| 3                        | Jolanta Polikevičiūtė (LTU) | 28e                      |
| 4                        | Luisa Tamanini (ITA)        | 31e                      |
| 5                        | Rasa Polikevičiūtė (LTU)    | 36e                      |

| Aušra Gruodis-Safi AGS | Aušra Gruodis-Safi AGS       | Aušra Gruodis-Safi AGS |
| ---------------------- | ---------------------------- | ---------------------- |
| Num                    | Coureuse                     | Pos                    |
| 11                     | Nicole Cooke (GBR)           | 1re                    |
| 12                     | Eneritz Iturriaga (ESP)      | 58e                    |
| 13                     | Gunn-Rita Dahle Flesjå (NOR) | 72e                    |
| 14                     | Giorgia Bronzini (ITA)       | 79e                    |
| 15                     | Rochelle Gilmore (AUS)       | 100e                   |

| SC Michela Fanini Record Rox MIC | SC Michela Fanini Record Rox MIC | SC Michela Fanini Record Rox MIC |
| -------------------------------- | -------------------------------- | -------------------------------- |
| Num                              | Coureuse                         | Pos                              |
| 21                               | Edita Pučinskaitė (LTU)          | 4e                               |
| 22                               | Lisbeth Simper (DEN)             | 42e                              |
| 23                               | Sandrine Marcuz-Moreau (FRA)     | 56e                              |
| 24                               | Marta Evangelisti (ITA)          | 57e                              |
| 25                               | Giovanna Troldi (ITA)            | 81e                              |

| Prato Marathon Bike ___ | Prato Marathon Bike ___   | Prato Marathon Bike ___ |
| ----------------------- | ------------------------- | ----------------------- |
| Num                     | Coureuse                  | Pos                     |
| 31                      | Nicole Brändli (SUI)      | 6e                      |
| 32                      | Teodora Ruano (ESP)       | 11e                     |
| 33                      | Zulfiya Zabirova (RUS)    | 17e                     |
| 34                      | Swetlana Bubnenkowa (RUS) | 26e                     |
| 35                      | Julia Martisova (RUS)     | 53e                     |
| 36                      | Janildes Fernandes (BRA)  | 105e                    |

| T-Mobile ___ | T-Mobile ___            | T-Mobile ___ |
| ------------ | ----------------------- | ------------ |
| Num          | Coureuse                | Pos          |
| 41           | Amber Neben (USA)       | 7e           |
| 42           | Kimberly Bruckner (USA) | 15e          |
| 43           | Kimberly Anderson (USA) | 29e          |
| 44           | Kristin Armstrong (USA) | 30e          |
| 45           | Mari Holden (USA)       | 86e          |

| Farm Frites-Hartol FAR | Farm Frites-Hartol FAR    | Farm Frites-Hartol FAR |
| ---------------------- | ------------------------- | ---------------------- |
| Num                    | Coureuse                  | Pos                    |
| 51                     | Mirjam Melchers (NED)     | 9e                     |
| 52                     | Miho Oki (JPN)            | 34e                    |
| 53                     | Elsbeth Vink (NED)        | 64e                    |
| 54                     | Anouska van der Zee (NED) | 84e                    |
| 55                     | Esther Van Der Helm (NED) | 92e                    |
| 56                     | Sandra Missbach (GER)     | 104e                   |

| Equipe Nürnberger Versicherung NUR | Equipe Nürnberger Versicherung NUR | Equipe Nürnberger Versicherung NUR |
| ---------------------------------- | ---------------------------------- | ---------------------------------- |
| Num                                | Coureuse                           | Pos                                |
| 61                                 | Trixi Worrack (GER)                | 10e                                |
| 62                                 | Judith Arndt (GER)                 | 19e                                |
| 63                                 | Petra Rossner (GER)                | 80e                                |
| 64                                 | Cornelia Cyrus (GER)               | 93e                                |
| 65                                 | Margaret Hemsley (AUS)             | 96e                                |

| USC Chirio Forno d'Asolo USC | USC Chirio Forno d'Asolo USC | USC Chirio Forno d'Asolo USC |
| ---------------------------- | ---------------------------- | ---------------------------- |
| Num                          | Coureuse                     | Pos                          |
| 71                           | Zinaida Stahurskaia (BLR)    | 12e                          |
| 72                           | Regina Schleicher (GER)      | 13e                          |
| 73                           | Daniela Porta (ITA)          | 48e                          |

| GS Mazza MAZ | GS Mazza MAZ                 | GS Mazza MAZ |
| ------------ | ---------------------------- | ------------ |
| Num          | Coureuse                     | Pos          |
| 81           | Aline Camboulives (FRA)      | 16e          |
| 82           | Caroline Payot-Podevin (FRA) | 91e          |

| Bik-Powerplate BIP | Bik-Powerplate BIP         | Bik-Powerplate BIP |
| ------------------ | -------------------------- | ------------------ |
| Num                | Coureuse                   | Pos                |
| 91                 | Sara Carrigan (AUS)        | 20e                |
| 92                 | Anita Valen de Vries (NOR) | 21e                |
| 93                 | Corine Hierckens (BEL)     | 25e                |
| 94                 | Andrea Bosman (NED)        | 46e                |
| 95                 | Vera Koedooder (NED)       | 51e                |
| 96                 | Katherine Bates (AUS)      | 94e                |

| Catalunya-Aliverti-Kookai CAT | Catalunya-Aliverti-Kookai CAT   | Catalunya-Aliverti-Kookai CAT |
| ----------------------------- | ------------------------------- | ----------------------------- |
| Num                           | Coureuse                        | Pos                           |
| 101                           | Susanne Ljungskog (SWE) (route) | 24e                           |
| 102                           | Marianna Lorenzoni (ITA)        | 37e                           |
| 103                           | Baukje Doedee (NED)             | 45e                           |
| 104                           | Marta Vilajosana (ESP)          | 88e                           |
| 105                           | Anna Ramírez Bauxell (ESP)      | 101e                          |

| Vlaanderen-T Interim VLL | Vlaanderen-T Interim VLL  | Vlaanderen-T Interim VLL |
| ------------------------ | ------------------------- | ------------------------ |
| Num                      | Coureuse                  | Pos                      |
| 111                      | Heidi Van de Vijver (BEL) | 41e                      |
| 112                      | Cindy Pieters (BEL)       | 52e                      |
| 113                      | Sharon Vandromme (BEL)    | 65e                      |
| 114                      | Laure Werner (BEL)        | 90e                      |

| Acca Due O-Pasta Zara-Lorena Camicie ADO | Acca Due O-Pasta Zara-Lorena Camicie ADO | Acca Due O-Pasta Zara-Lorena Camicie ADO |
| ---------------------------------------- | ---------------------------------------- | ---------------------------------------- |
| Num                                      | Coureuse                                 | Pos                                      |
| 121                                      | Ghita Beltman (NED)                      | 39e                                      |
| 122                                      | Katia Longhin (ITA)                      | 54e                                      |
| 123                                      | Chantal Beltman (NED)                    | 55e                                      |
| 124                                      | Zita Urbonaitė (LTU)                     | 63e                                      |

| Next 125 NEX | Next 125 NEX               | Next 125 NEX |
| ------------ | -------------------------- | ------------ |
| Num          | Coureuse                   | Pos          |
| 131          | Tanja Schmidt-Hennes (GER) | 62e          |
| 132          | Irene Hostettler (SUI)     | 74e          |
| 133          | Mirjam Hauser-Senn (SUI)   | 106e         |

| Ondernemers van Nature OND | Ondernemers van Nature OND | Ondernemers van Nature OND |
| -------------------------- | -------------------------- | -------------------------- |
| Num                        | Coureuse                   | Pos                        |
| 141                        | Loes Gunnewijk (NED)       | 66e                        |

| S.A.T.S TSA | S.A.T.S TSA                 | S.A.T.S TSA |
| ----------- | --------------------------- | ----------- |
| Num         | Coureuse                    | Pos         |
| 151         | Meredith Miller (USA)       | 67e         |
| 152         | Trine Hansen                | 78e         |
| 153         | Pernille Langelund Jakobsen | 83e         |
| 154         | Karina Louise Sørensen      | 99e         |
| 155         | Mette Fischer Andreasen     | 102e        |

| Autriche AUT | Autriche AUT    | Autriche AUT |
| ------------ | --------------- | ------------ |
| Num          | Coureuse        | Pos          |
| 181          | Isabella Wieser | 47e          |
| 182          | Andrea Graus    | 68e          |

| Pays-Bas NED | Pays-Bas NED        | Pays-Bas NED |
| ------------ | ------------------- | ------------ |
| Num          | Coureuse            | Pos          |
| 191          | Adrie Visser        | 43e          |
| 192          | Areke Hassink       | 76e          |
| 193          | Josephine Groenveld | 89e          |
| 194          | Bertine Spijkerman  | 108e         |

| Allemagne GER | Allemagne GER  | Allemagne GER |
| ------------- | -------------- | ------------- |
| Num           | Coureuse       | Pos           |
| 201           | Sarah Düster   | 32e           |
| 202           | Tina Liebig    | 38e           |
| 203           | Liane Bahler   | 59e           |
| 204           | Angela Hennig  | 61e           |
| 205           | Theresa Senff  | 73e           |
| 206           | Claudia Stumpf | 107e          |

| France FRA | France FRA              | France FRA |
| ---------- | ----------------------- | ---------- |
| Num        | Coureuse                | Pos        |
| 211        | Sonia Huguet            | 18e        |
| 212        | Magali Le Floc'h        | 22e        |
| 213        | Delphine Guille         | 50e        |
| 214        | Juliette Vandekerckhove | 60e        |

| Canada CAN | Canada CAN         | Canada CAN |
| ---------- | ------------------ | ---------- |
| Num        | Coureuse           | Pos        |
| 221        | Susan Palmer-Komar | 2e         |
| 222        | Lyne Bessette      | 14e        |
| 223        | Sandy Espeseth     | 23e        |
| 224        | Katy Saint-Laurent | 71e        |
| 225        | Erin Carter        | 77e        |
| 226        | Julie Hutsebaut    | 103e       |

| Australie AUS | Australie AUS           | Australie AUS |
| ------------- | ----------------------- | ------------- |
| Num           | Coureuse                | Pos           |
| 231           | Oenone Wood             | 3e            |
| 232           | Olivia Gollan           | 5e            |
| 233           | Hayley Brown-Rutherford | 44e           |
| 234           | Natalie Bates           | 75e           |
| 235           | Jennifer Manefield      | 87e           |

| Suisse SUI | Suisse SUI      | Suisse SUI |
| ---------- | --------------- | ---------- |
| Num        | Coureuse        | Pos        |
| 241        | Barbara Heeb    | 33e        |
| 242        | Sarah Grab      | 40e        |
| 243        | Annette Beutler | 49e        |
| 244        | Priska Doppmann | 85e        |
| 245        | Bettina Kühn    | 95e        |

| Belgique BEL | Belgique BEL     | Belgique BEL |
| ------------ | ---------------- | ------------ |
| Num          | Coureuse         | Pos          |
| 251          | Evy Van Damme    | 35e          |
| 252          | Anja Nobus       | 69e          |
| 253          | Ilse Geldhof     | 82e          |
| 254          | Ludivine Henrion | 97e          |

| Grande-Bretagne GBR | Grande-Bretagne GBR | Grande-Bretagne GBR |
| ------------------- | ------------------- | ------------------- |
| Num                 | Coureuse            | Pos                 |
| 261                 | Emma Davies         | 70e                 |
| 262                 | Charlotte Goldsmith | 98e                 |

La liste des partantes et les dossards ne sont pas connus. La liste ci-dessus est déduite du classement d'arrivée. Source.